# (52681) Kelleghan
(52681) Kelleghan est un astéroïde de la ceinture principale.

## Description
(52681) Kelleghan est un astéroïde de la ceinture principale. Il fut découvert le 27 février 1998 à La Silla par Eric Walter Elst. Il présente une orbite caractérisée par un demi-grand axe de 3,18 UA, une excentricité de 0,14 et une inclinaison de 0,9° par rapport à l'écliptique.

## Compléments